# Ludwig von Fabini
Pour les articles homonymes, voir Fabini.
Ludwig Hermann von Fabini (Fabini Lajos Hermann en hongrois), né à Medgyes en Transylvanie le 6 juillet 1861 et mort le 11 décembre 1937 à Timișoara, est un général austro-hongrois. Il commande successivement la 8e division d'infanterie (de), le VIe puis le XVIIe corps d'armée austro-hongrois sur le front italien lors de la Première Guerre mondiale.

## Débuts
Né à Medgyes en 1861 d'une famille saxonne de Transylvanie, il est le fils de János Lőrinc Fabini (1825-1899), professeur de lycée puis pasteur de Baráthely, et de Jozefa Johanna Auner (1832-1901), fille d'un fonctionnaire des impôts et maire de Medgyes. Il est nommé en hommage à un oncle, le général KuK Ludwig Fabini (1830-1906). Il est le petit-neveu du professeur János Teofil Fabini
Officier de carrière diplômé de l’École de Guerre de Vienne, Ludwig von Fabini est colonel en 1906 et promu major-général en novembre 1911.

## Première Guerre mondiale
Au déclenchement des hostilités, Fabini est à la tête de la 11e brigade d'infanterie, sous les ordres du IIIe corps d'armée du général Emil Colerus (hr). Il participe sous ce commandement aux premiers combats contre les Russes lors de leur offensive en Galicie. Fin septembre 1914, on lui offre le commandement de la 8e division d'infanterie (de) en remplacement de Johann von Kirchbach (de) passé à la tête du IIe corps. En intégrant la 8e division, il passe sous le commandement de la 4e armée. Il participe aux combats dans les Carpates à fin 1914, puis à l'offensive de Gorlice-Tarnów début 1915. En novembre 1914, Fabini est promu Feldmarschall-Leutnant.
En juillet 1915, la 8e division est transférée sur le front italien, au sein du IIIe, puis du XXe corps d'armée, commandé par l'archiduc Charles. En mai 1916, la 8e division participe, au sein de la 3e armée, à l'offensive du Trentin.
Il prend la tête en août 1916 du VIe corps d'armée à la place d'Arthur Arz von Straußenburg, qui prend quant à lui la tête de la 1re armée dont dépend le VIe corps. En janvier 1917, il passe à la tête du XVIIe corps d'armée, où il remplace Karl Křitek. En juillet de la même année, son XVIIe corps contribue à stopper l'avancée russe lors de l'offensive Kerenski. En mars 1918, il est promu au grade de General der Kavallerie, grade avec lequel il finit la guerre au sein de l'armée d'Orient (hr), chargée de l'occupation de l'Ukraine.

## Après-guerre
Après la fin des combats, von Fabini est mis en retraite. Il meurt le 11 décembre 1937 à Timișoara, en Roumanie.
Mario Rigoni Stern le fait apparaître dans son Historie de Tönle.

## Décorations
- Ordre de la Couronne de Fer deuxième classe
- Chevalier de l'Ordre de Saint-Étienne de Hongrie